# Brosse à cheveux
Pour les articles homonymes, voir Brosse.
La brosse à cheveux est un instrument biface ou uniface initialement conçu pour la coiffure. Elle est utilisée pour démêler les cheveux.
Il existe aussi des brosses à cheveux autonettoyantes qui éjectent les cheveux coincés dans leurs picots par une simple pression.
Pour un démêlage, on utilise plutôt une brosse à picots. Pour le coiffage, une brosse circulaire souvent utilisée pour le brushing.

## Histoire
Préhistoire : les humains utilisaient des objets simples faits de matériaux naturels comme des os, des fibres végétales ou des épines pour entretenir leur chevelure. Ces outils primitifs servaient essentiellement à démêler les cheveux et à en retirer les saletés.

## Brosse et santé des cheveux
La plupart des brosses modernes sont en plastique. Elles facilitent donc l'électricité statique après un brossage un peu trop intensif. 
L'alternative est la brosse à picots en bois, qui en plus de supprimer cette électricité, absorbe une partie du sébum, au lieu de l'étaler comme le font les autres brosses.[réf. nécessaire]
Les brosses en poils de porc ou de sanglier sont plus proches des cheveux, et donc moins agressives, notamment pour les cheveux fins.